# Finland vid världsmästerskapen i friidrott 2022
Finland tävlade vid världsmästerskapen i friidrott 2022 i Eugene i USA mellan den 15 och 24 juli 2022. Finland hade en trupp på 36 idrottare, varav 12 herrar och 24 damer. Även spjutkastaren Toni Kuusela var med i truppen som reserv.
Det var Finlands tredje största VM-trupp genom tiderna. Truppen har endast varit större vid VM i Helsingfors 1983 och VM i Helsingfors 2005 då Finland tilldelades extra platser som värdnation.

## Resultat

### Herrar
Gång- och löpgrenar
| Idrottare     | Gren               | Försöksheat | Försöksheat | Semifinal        | Semifinal        | Final            | Final            |
| Idrottare     | Gren               | Resultat    | Placering   | Resultat         | Placering        | Resultat         | Placering        |
| ------------- | ------------------ | ----------- | ----------- | ---------------- | ---------------- | ---------------- | ---------------- |
| Elmo Lakka    | 110 meter häck     | 13,91       | 35          | Gick inte vidare | Gick inte vidare | Gick inte vidare | Gick inte vidare |
| Topi Raitanen | 3 000 meter hinder | 8.43,01     | 37          | —                | —                | Gick inte vidare | Gick inte vidare |
| Aleksi Ojala  | 20 kilometer gång  | —           | —           | —                | —                | 1:23.40          | 20               |
| Aleksi Ojala  | 35 kilometer gång  | —           | —           | —                | —                | 2:28.22 0NR0     | 13               |
| Aku Partanen  | 35 kilometer gång  | —           | —           | —                | —                | 0DSQ0            | 0DSQ0            |

Teknikgrenar
| Idrottare       | Gren          | Kval        | Kval      | Final            | Final            |
| Idrottare       | Gren          | Distans     | Placering | Distans          | Placering        |
| --------------- | ------------- | ----------- | --------- | ---------------- | ---------------- |
| Tommi Holttinen | Stavhopp      | 5,50 m 0SB0 | =22       | Gick inte vidare | Gick inte vidare |
| Mikko Paavola   | Stavhopp      | 5,50 m      | =19       | Gick inte vidare | Gick inte vidare |
| Kristian Pulli  | Längdhopp     | 7,56 m      | 26        | Gick inte vidare | Gick inte vidare |
| Aaron Kangas    | Släggkastning | 69,69 m     | 27        | Gick inte vidare | Gick inte vidare |
| Tuomas Seppänen | Släggkastning | 72,81 m     | 23        | Gick inte vidare | Gick inte vidare |
| Lassi Etelätalo | Spjutkastning | 80,03 m     | 12 0q0    | 82,70 m 0SB0     | 6                |
| Oliver Helander | Spjutkastning | 82,41 m     | 6 0q0     | 82,24 m          | 8                |
| Toni Keränen    | Spjutkastning | 78,52 m     | 18        | Gick inte vidare | Gick inte vidare |

Spjutkastaren Toni Kuusela var även med i truppen som reserv, dock utan att tävla.

### Damer
Gång- och löpgrenar
| Idrottare           | Gren              | Försöksheat | Försöksheat | Semifinal        | Semifinal        | Final            | Final            |
| Idrottare           | Gren              | Resultat    | Placering   | Resultat         | Placering        | Resultat         | Placering        |
| ------------------- | ----------------- | ----------- | ----------- | ---------------- | ---------------- | ---------------- | ---------------- |
| Anniina Kortetmaa   | 200 meter         | 23,51       | 38          | Gick inte vidare | Gick inte vidare | Gick inte vidare | Gick inte vidare |
| Eveliina Määttänen  | 800 meter         | 2.02,68     | 32          | Gick inte vidare | Gick inte vidare | Gick inte vidare | Gick inte vidare |
| Nathalie Blomqvist  | 1 500 meter       | 4.11,98     | 37          | Gick inte vidare | Gick inte vidare | Gick inte vidare | Gick inte vidare |
| Camilla Richardsson | 5 000 meter       | 0DNF0       | 0DNF0       | —                | —                | Gick inte vidare | Gick inte vidare |
| Alisa Vainio        | Maraton           | —           | —           | —                | —                | 2:30.29          | 16               |
| Reetta Hurske       | 100 meter häck    | 13,09       | 21 0q0      | 13,15            | 23               | Gick inte vidare | Gick inte vidare |
| Viivi Lehikoinen    | 400 meter häck    | 54,95       | 11 0Q0      | 54,60 0NR0       | 13               | Gick inte vidare | Gick inte vidare |
| Kristiina Halonen   | 400 meter häck    | 56,68 0PB0  | 28          | Gick inte vidare | Gick inte vidare | Gick inte vidare | Gick inte vidare |
| Enni Nurmi          | 20 kilometer gång | —           | —           | —                | —                | 1:37.29          | 29               |
| Tiia Kuikka         | 35 kilometer gång | —           | —           | —                | —                | 0DSQ0            | 0DSQ0            |
| Elisa Neuvonen      | 35 kilometer gång | —           | —           | —                | —                | 2:57.42 0NR0     | 20               |

Teknikgrenar
| Idrottare        | Gren          | Kval         | Kval      | Final            | Final            |
| Idrottare        | Gren          | Distans      | Placering | Distans          | Placering        |
| ---------------- | ------------- | ------------ | --------- | ---------------- | ---------------- |
| Ella Junnila     | Höjdhopp      | 1,86 m       | =18       | Gick inte vidare | Gick inte vidare |
| Sini Lällä       | Höjdhopp      | 1,86 m       | =21       | Gick inte vidare | Gick inte vidare |
| Heta Tuuri       | Höjdhopp      | 1,86 m       | =21       | Gick inte vidare | Gick inte vidare |
| Saga Andersson   | Stavhopp      | 4,35 m       | =16       | Gick inte vidare | Gick inte vidare |
| Elina Lampela    | Stavhopp      | 4,20 m       | =26       | Gick inte vidare | Gick inte vidare |
| Wilma Murto      | Stavhopp      | 4,50 m       | =1 0q0    | 4,60 m 0SB0      | =6               |
| Kristiina Mäkelä | Tresteg       | 14,48 m 0PB0 | 4 0Q0     | 14,18 m          | 9                |
| Senni Salminen   | Tresteg       | 14,21 m      | 14        | Gick inte vidare | Gick inte vidare |
| Salla Sipponen   | Diskus        | 57,16 m      | 26        | Gick inte vidare | Gick inte vidare |
| Suvi Koskinen    | Släggkastning | 67,98 m      | 23        | Gick inte vidare | Gick inte vidare |
| Suvi Koskinen    | Släggkastning | 72,15 m      | 7 0q0     | 70,81 m          | 7                |
| Krista Tervo     | Släggkastning | 73,83 m      | 3 0Q0     | 69,04 m          | 10               |
| Sanne Erkkola    | Spjutkastning | 52,04 m      | 26        | Gick inte vidare | Gick inte vidare |